# Tierwelt Herberstein
Koordinaten: 47° 13′ 9″ N, 15° 48′ 45″ O
Die Tierwelt Herberstein beim Schloss Herberstein ist ein Zoo in der Gemeinde Stubenberg in der Steiermark.

## Geschichte
Die Haltung von wilden Tieren hat in Herberstein eine lange Tradition und kann bis ins 17. Jahrhundert zurückverfolgt werden, als erstmals in Österreich Damhirsche gehalten wurden. Gegen Ende der 1960er wurde Herberstein in einen Tierpark umgewandelt, in dem den Besuchern Eindrücke von Tieren aller fünf Kontinente vermittelt werden. Zu dieser Zeit wurde erstmals auch das Schloss selbst der Öffentlichkeit zugänglich gemacht. Mit der Causa Herberstein im Zusammenhang mit der missbräuchliche Verwendung von Landesförderungen an den Tierpark Herberstein steht dieser seit 2006 unter der Verwaltung der Steirischen Landestiergarten GmbH. Diese GmbH wurde mit Anfang 2022 in das Universalmuseum Joanneum eingegliedert. Im Jahr 2023 fand die Steiermark Schau in der Tierwelt Herberstein statt.
Von 2007 bis 2022 war Doris Wolkner-Steinberger Geschäftsführerin. Danach übernahm Alexia Getzinger interimistisch die Leitung. Im Juni 2023 wurde bekannt, dass der Veterinärmediziner und Zoofachmann Jochen Lengger ab 1. Jänner 2024 die Alleingeschäftsführung übernehmen soll. Aus internen Gründen übernahm Lengger die Alleingeschäftsführung bereits Anfang Dezember 2023.

## Tierpark
Der Tierpark verfügt über die größte Gepardenanlage Europas. Hier wurde auch 1978 erstmals weltweit ein sogenannter Beutesimulator (in etwa mit einem Schlepplift vergleichbar) zur Fütterung der Geparde installiert.

## Bilder

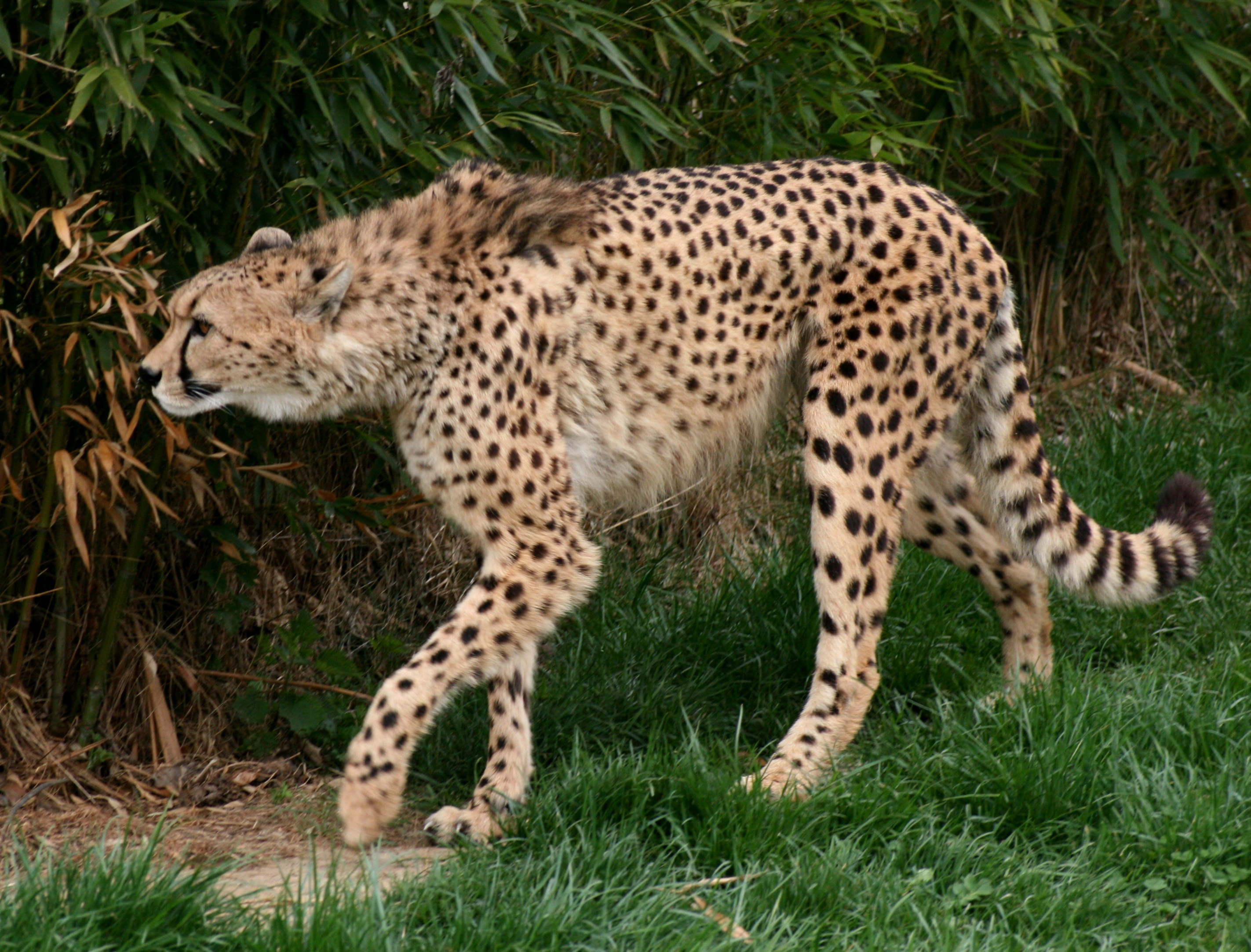
Gepard im Tierpark, 2008
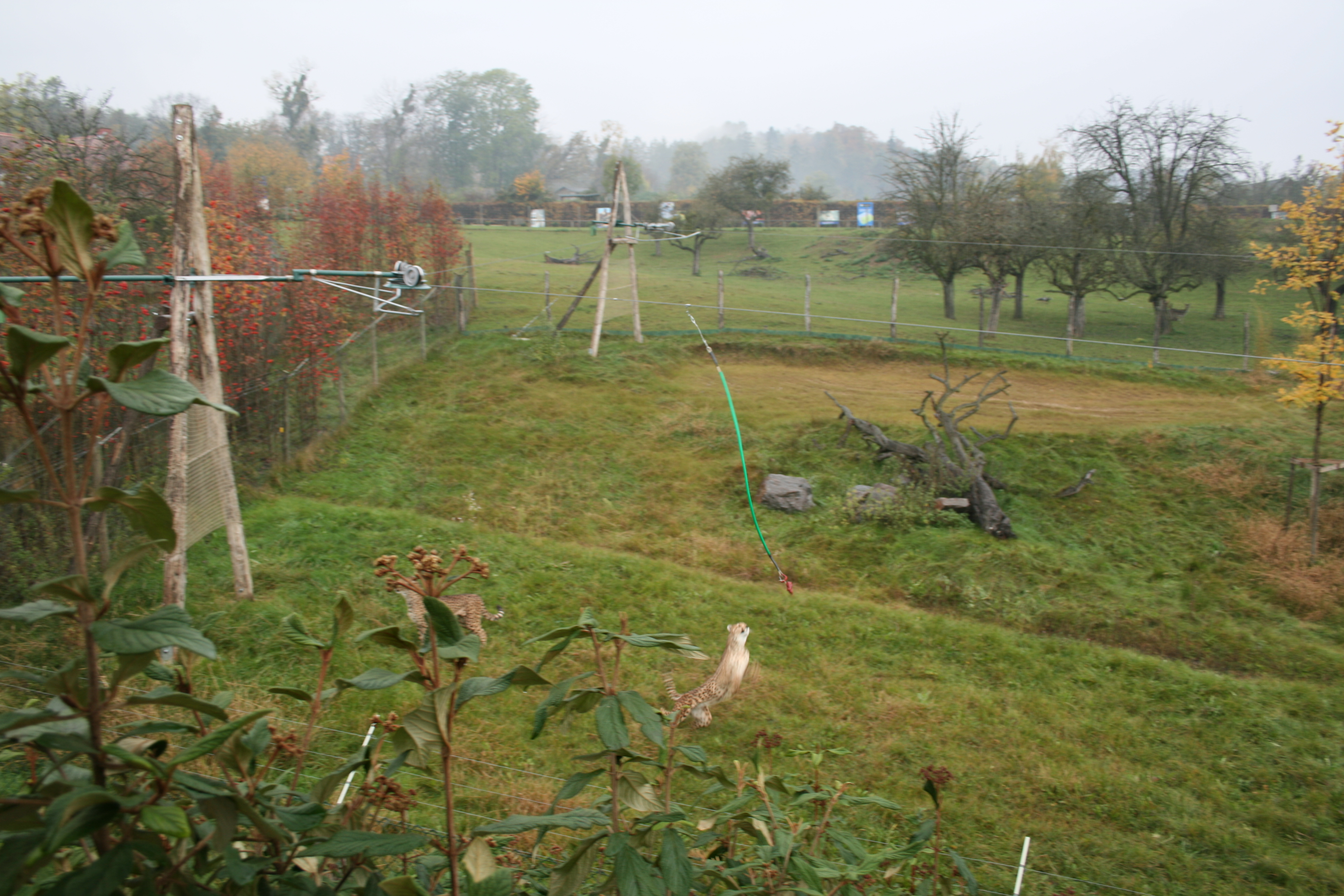
Gepard wird mit Gepardenlift gefüttert, 2006
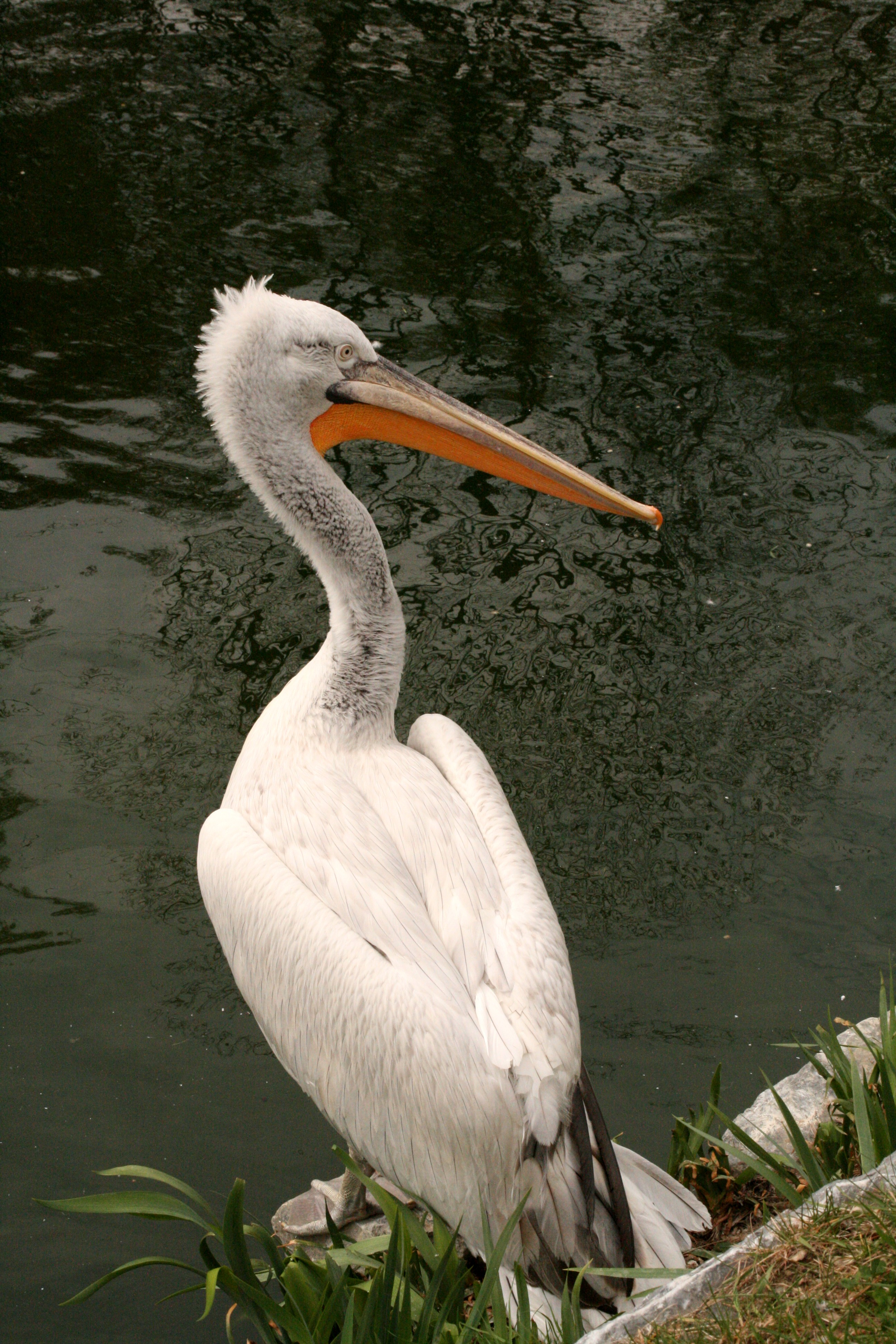
Krauskopfpelikan
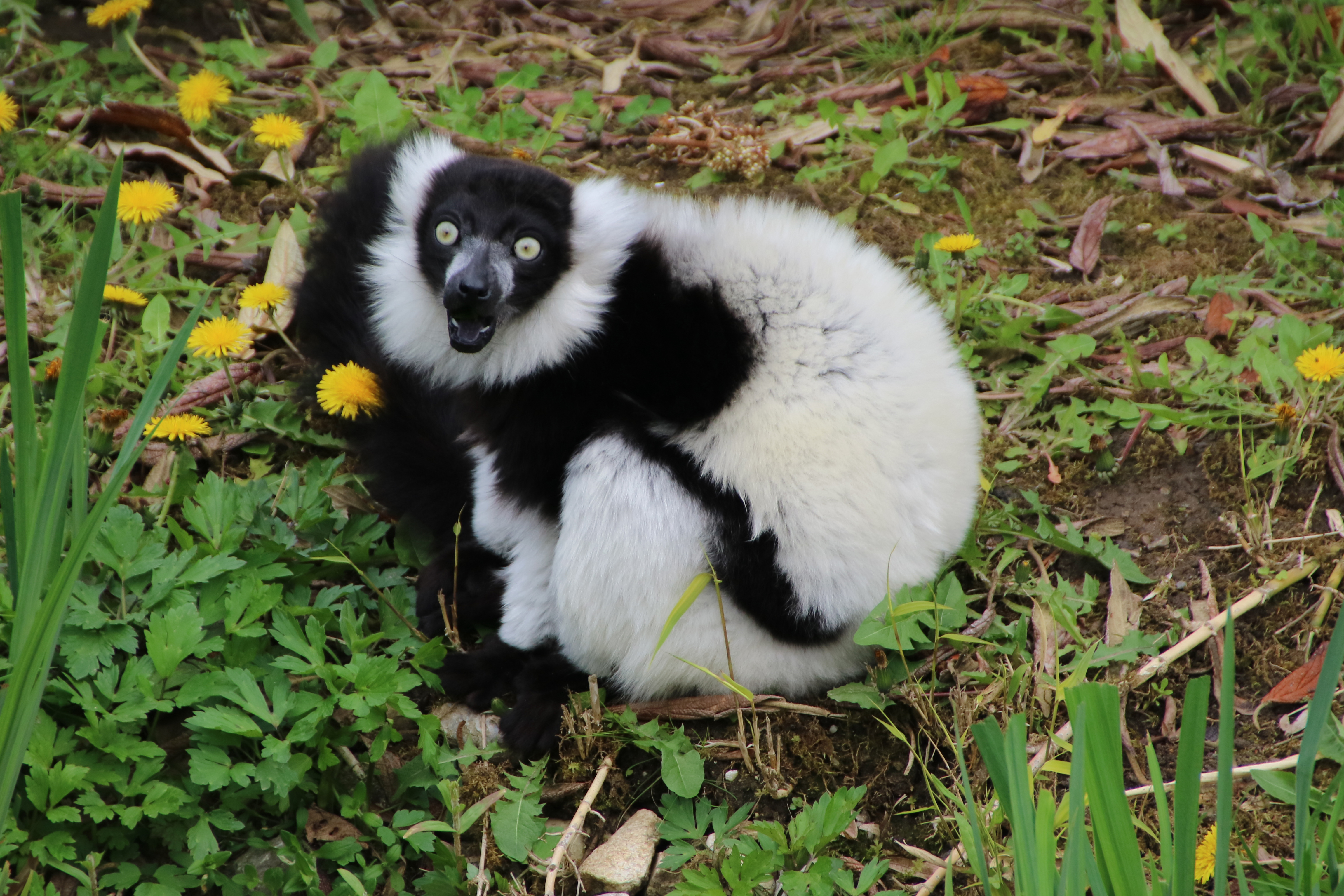
Schwarzweißer Vari
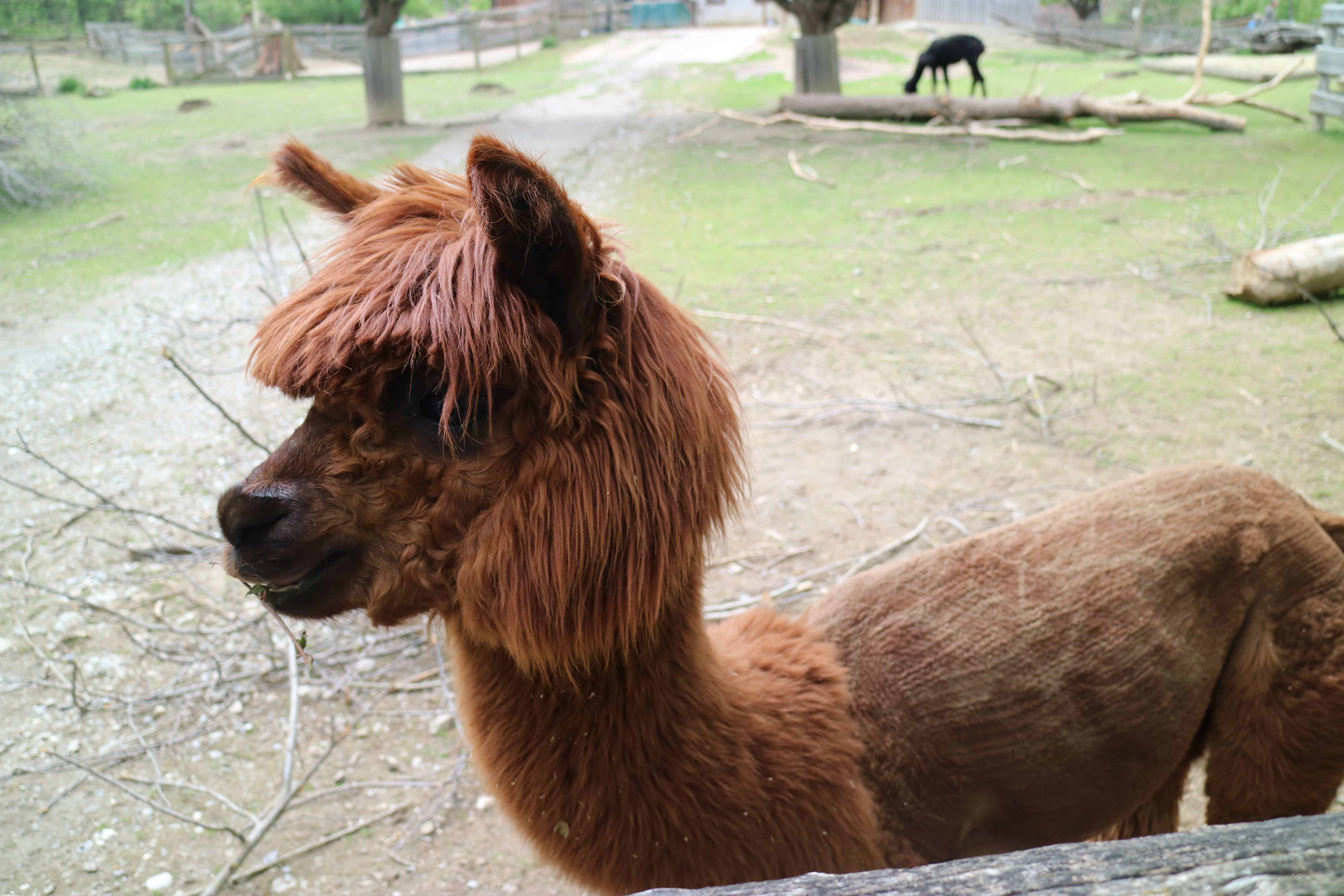
Alpaka
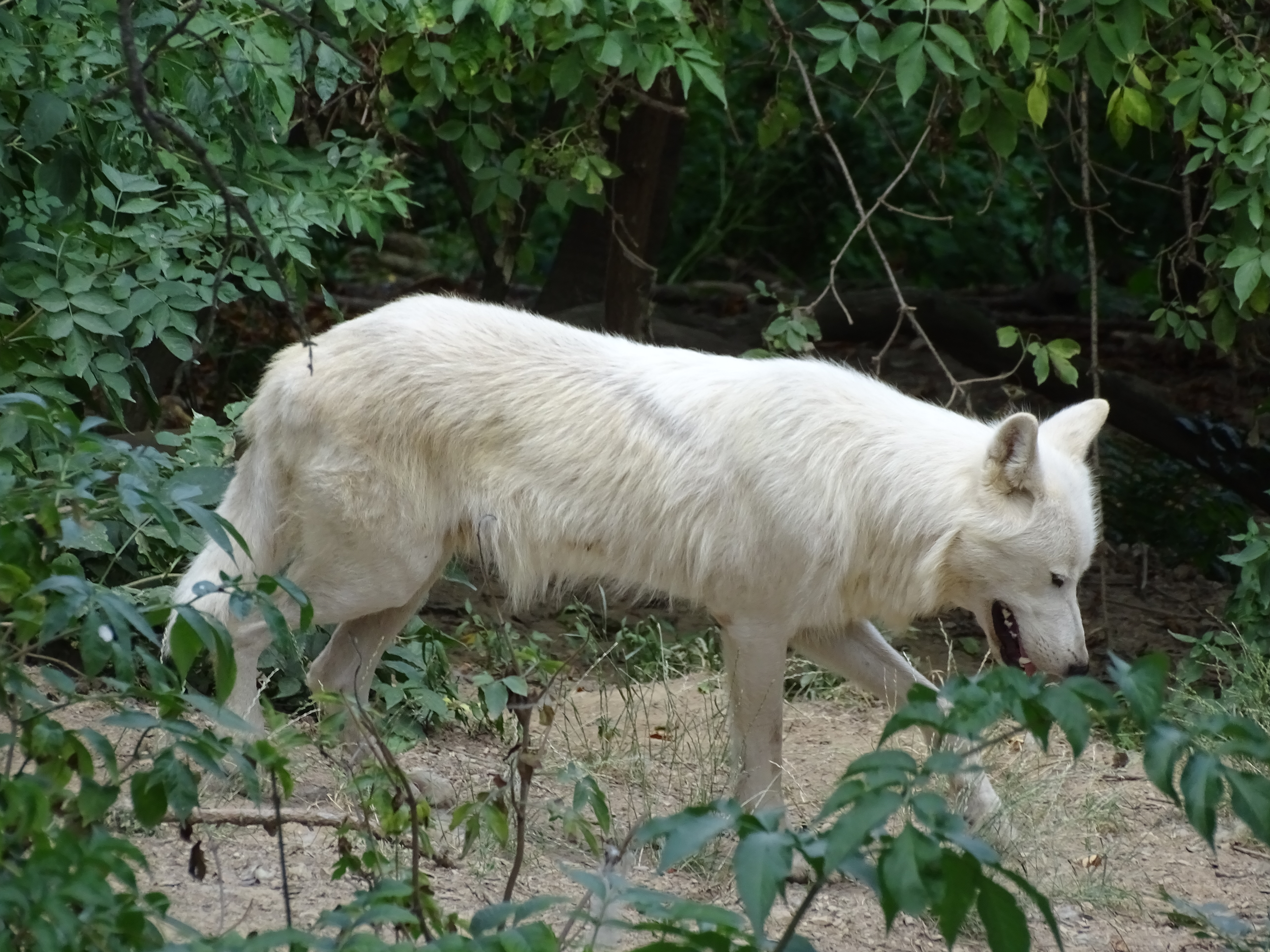
Hudson-Bay-Wolf
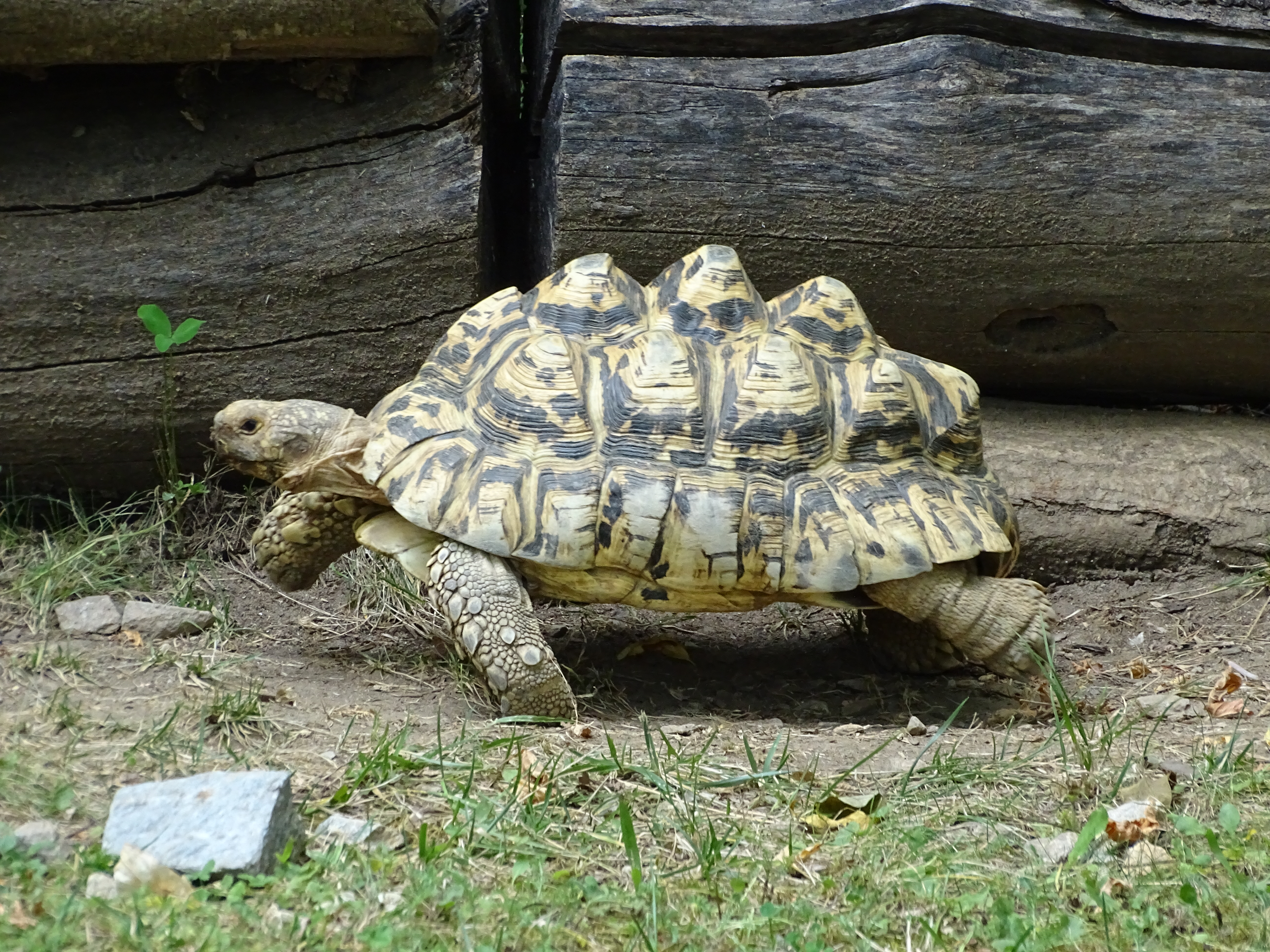
Pantherschildkröte